# Llorenç de Villamagna
Lorenzo de Mascoli o de Villamagna (Villamagna, Abruços, 15 de maig de 1476 - Ortona, 6 de juny de 1535) fou un frare franciscà, conegut predicador. És venerat com a beat a l'Església Catòlica.

## Biografia
Nasqué en una noble família, però volgué renunciar a la seva fortuna i fer vida religiosa. Ingressà al convent franciscà de Santa Maria delle Grazie, proper a Ortona; un cop ordenat, es convertí en un dels millors predicadors del seu moment, i recorregué Itàlia predicant. La seva elocució era apassionada i arribava a emocionar el públic fins a les llàgrimes. Molt donat a la penitència, es flagel·lava abans de predicar.
D'ell s'explica una llegenda similar a les de Gerard de Villamagna i Gerard de Monza, segons la qual va poder, mitjançant la pregària, fer que cresquessin cireres en ple gener. Morí al convent d'Ortona el 6 de juny de 1535.

## Veneració
Mort en llaor de santedat, fou venerat localment, fins que el seu culte fou confirmat en 1923. Llavors es publicà la Vita del Beato Lorenzo da Villamagna de Giacinto d'Agostino (1923), on dona les poques dades que se'n tenen, a banda de moltes llegendes.